# 보 (수리 시설)

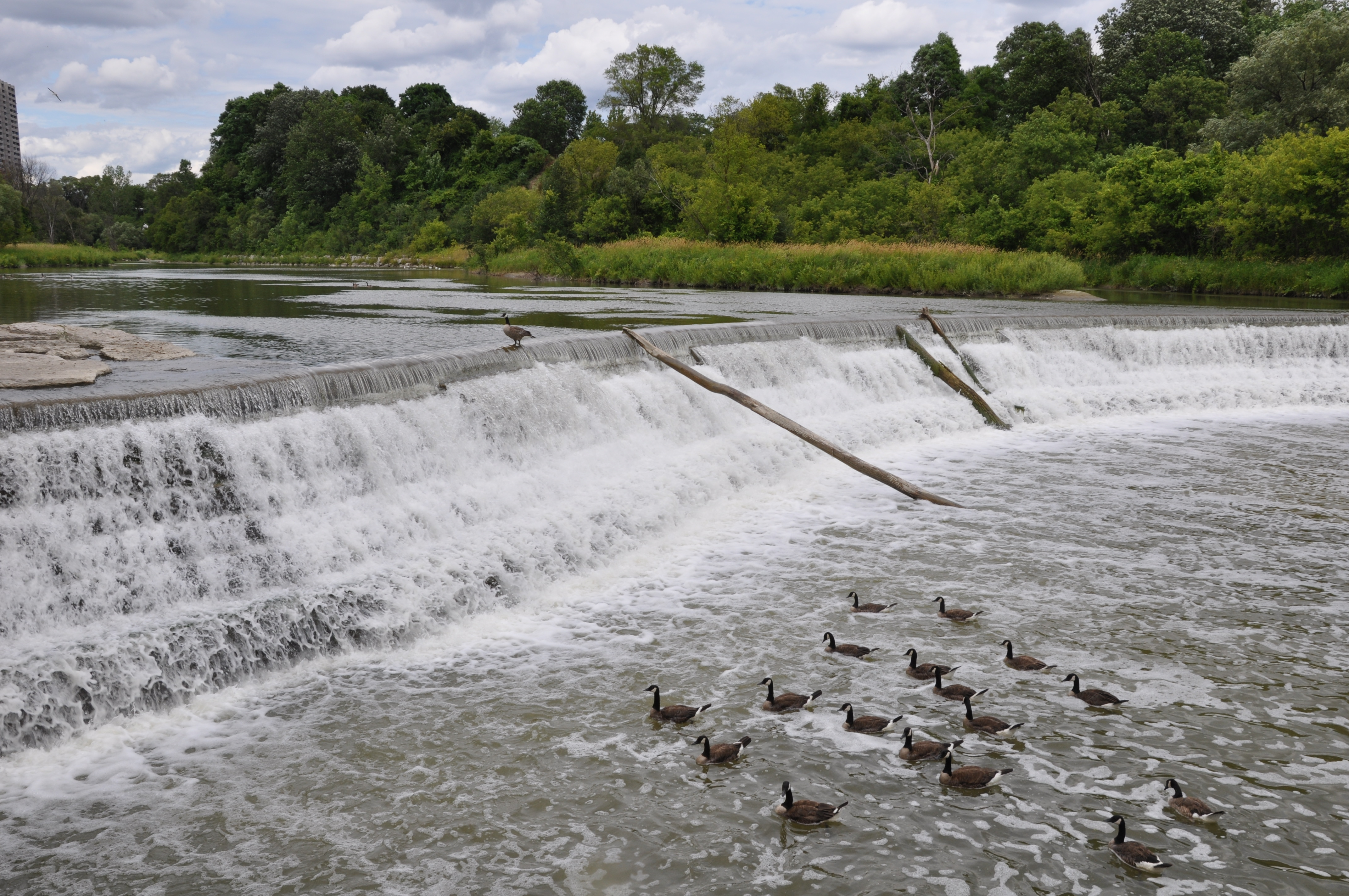
보

보(洑)는 물을 취수할 목적으로 하천을 횡단하여 만들어지는 구조물이다.
보의 구조물에는 수로에 물을 끌어 들이는 취수문, 수위를 높이고 수량을 확보하기 위해 하천을 막아 만든 취입보, 수문 앞에 토사의 퇴적을 막고 홍수량의 일부를 방류하기 위한 토사토(土沙吐), 홍수나 격류 등으로 보 양안의 파여짐을 방지하는 호안공(護岸工) 등으로 이루어진다.
전통적인 보(洑)의 설치방법은 하천에 가로로 적절한 간격마다 말목을 박고 긴 통나무들을 가로질러 여기에 돌을 놓고 흙으로 덮어 물을 흐르게 하면서 수심을 높이는 것이다. 예전의 보들은 구조물들이 미비하여 홍수 때마다 유실되어 매년 다시 쌓아야 하는 단점이 있었다. 현대에는 많은 하천들의 상류에 저수지가 축조되고, 보도 대형화·현대화됨으로써 과거에 보가 갖고 있던 문제점들이 해결되고 있다.
보통 보를 쌓을 때에는 가뭄에도 필요한 물을 얻을 수 있어야 하므로, 하천이 산간지역에서 평야지대로 넘어가는 중류부가 가장 알맞다. 또한 하천변과 가까워야 하며, 보마루의 표고는 계획취수위보다 10~15cm의 여유를 두어야 한다. 최근에 대규모의 댐과 저수지가 많아져 그 역할을 대행해주고 있지만, 아직도 관개시설로서 보는 매우 중요하다

## 같이 보기
- 어살